# Piaski (Wymysłów)
Piaski – część wsi Wymysłów w Polsce, położona w województwie świętokrzyskim, w powiecie pińczowskim, w gminie Kije.
W latach 1975–1998 Piaski administracyjnie należały do województwa kieleckiego.